# BR-110
De BR-110 is een rodovia in Brazilië, gelegen in de noordoostelijke staten. De weg vormt een noord-zuidroute vanaf Areia Branca tot aan Salvador. De route is 1.091,1 kilometer lang.

## Deelstaten
- Rio Grande do Norte
- Paraíba
- Pernambuco
- Bahia

## Steden
Langs de route liggen de volgende steden:
- Areia Branca
- Mossoró - kruist met de BR-304
- Campo Grande - kruist met de BR-226
- Patos - kruist met de BR-230
- Monteiro
- Cruzeiro do Nordeste - kruist met de BR-232
- Petrolândia - kruist met de BR-316
- Paulo Afonso
- Jeremoabo - kruist met de BR-235
- Ribeira do Pombal
- Olindina
- Alagoinhas - kruist met de BR-101
- Salvador - kruist met de BR-324